# Тихонов Василь Іванович (учасник радянсько-німецької війни)
Василь Іванович Тихонов (рос. Василий Иванович Тихонов; 1910? Новеньке — 24 грудня 1943) — Герой Радянського Союзу, в роки радянсько-німецької війни командир кулеметного розрахунку 472-го стрілецького полку 100-ї стрілецької дивізії 38-ї армії 1-го Українського фронту, червоноармієць.

## Біографія
Народився в 1910 році в селі Новеньке (нині Івнянського району Бєлгородської області). Росіянин. Закінчив сільську школу. Працював у колгоспі механізатором.
У 1931–1934 роках проходив дійсну військову службу. З 1934 року працював трактористом у рідному колгоспі. Учасник радянсько-фінської війни 1939–1940 років.
У боях радянсько-німецької війни з липня 1941 року. Воював на Західному, Воронезькому і 1-му Українському фронтах. Був поранений. Член ВКП(б) з 1942 року.
Відзначився в ході Житомирсько-Бердичівської операції 24 грудня 1943 року. Загинув в бою.
Похований у селі Хомутець Брусилівського району Житомирської області (Україна).

## Нагороди, пам'ять

Погруддя в Коростишеві

Указом Президії Верховної Ради СРСР від 25 серпня 1944 року «за зразкове виконання бойових завдань командування на фронті боротьби з німецько-фашистськими загарбниками і проявлені при цьому мужність і героїзм», червоноармійцеві Тихонову Василю Івановичу присвоєно звання Героя Радянського Союзу (посмертно).
Нагороджений орденом Леніна (25 серпня 1944; посмертно).
У місті Коростишеві Житомирської області на Алеї Героїв В. І. Тихонову встановлено погруддя.